# Амебоцити

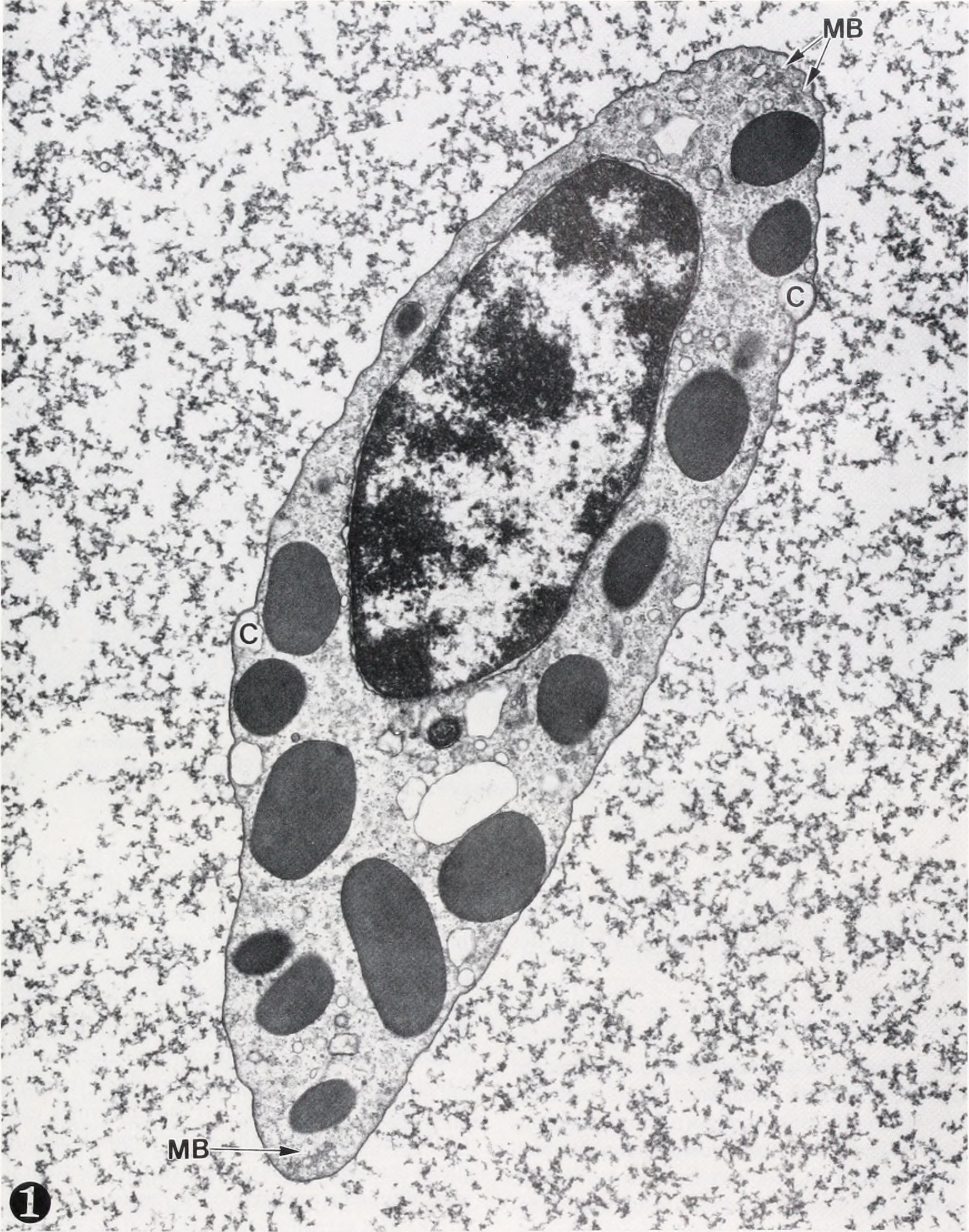
Амебоцит краба - підкови (Атлантичного мечохвоста)

Амебоци́ти — одна з груп клітин крові безхребетних тварин. Зазвичай це прозорі безколірні клітини, здатні до формування псевдоподій та фагоцитозу. Ці клітини не містять цитоплазматичних гранул. Задіяні при пораненні, інвазії паразитів, появі чужорідних часточок, можуть виходити з крові у тканини та до порожнини кишечника. Часто мають дископодібну форму (як і тромбоцити), здатні утворювати псевдоподії та мікрошипи.

## У різних видів
У Покривників амебоцити є клітинами крові та використовують псевдоподії, щоб атакувати патогени, які потрапляють у кров, транспортувати поживні речовини, позбавлятися від продуктів життєдіяльності та рости/відновлювати оболонку.

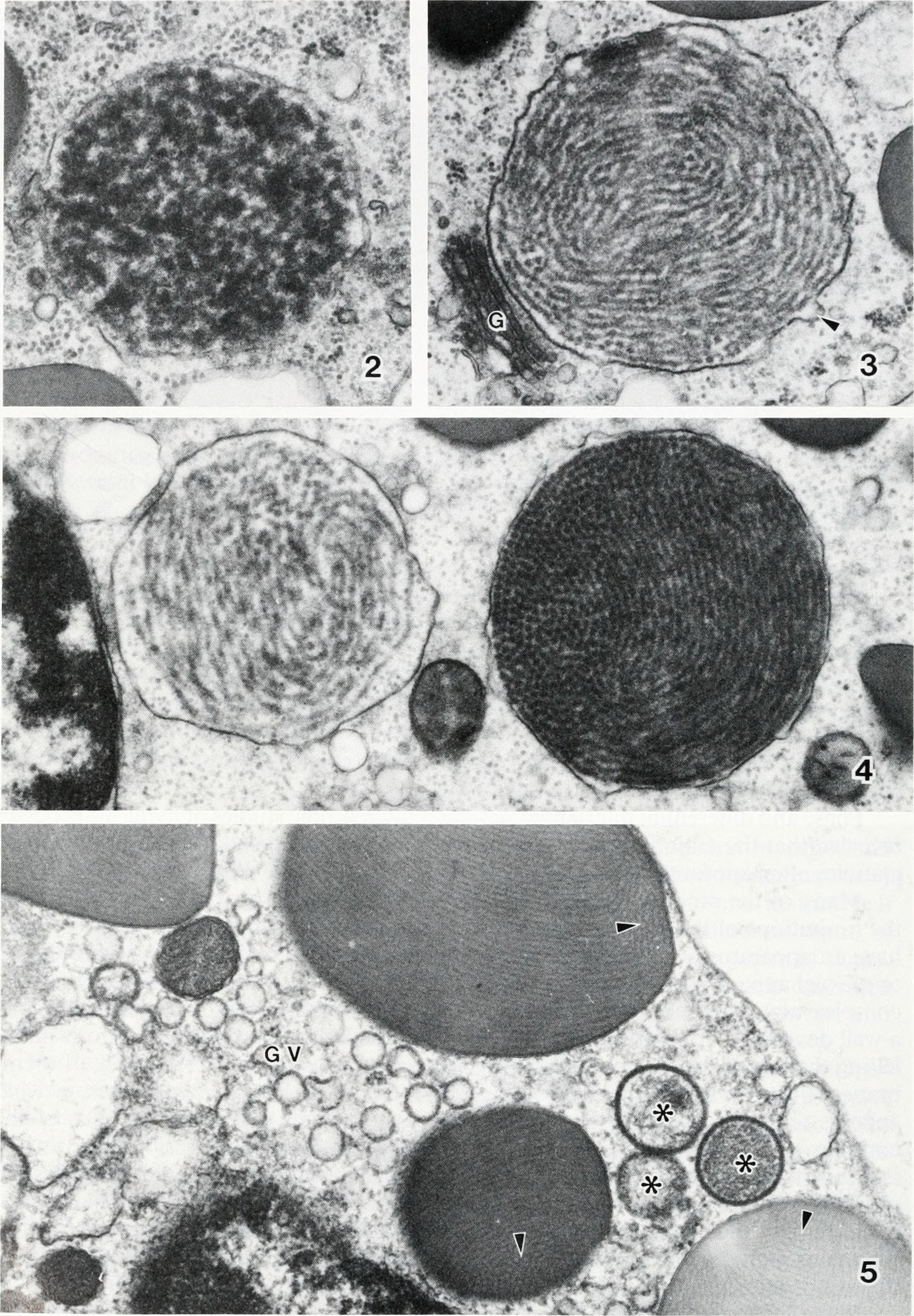
Незрілі амебоцити Мечохвоста

Амебоцити Мечохвостів характеризуються великими гранулами навколо ядра, рибосомоподібними частинками в цитоплазмі та окружним кільцем мікротрубочок, які, ймовірно, допомагають підтримувати клітини від витягнутої до веретеноподібної форми.

## Використання
Лізат із амебоцитів Мечохвоста, водний екстракт амебоцитів атлантичного краба-підкови ( Атлантичний мечохвіст ), зазвичай використовується в тесті для виявлення бактеріальних ендотоксинів.